# Победоносцев, Константин Петрович
Константи́н Петро́вич Победоно́сцев (18 [30] ноября 1827, Москва — 10 [23] марта 1907, Санкт-Петербург) — русский правовед и государственный деятель, доверенное лицо императора Александра III, основной идеолог (наряду с Михаилом Катковым) консервативных контрреформ 1880—1890-х годов; писатель, переводчик, историк церкви. Профессор, действительный тайный советник (1883), статс-секретарь (1894). Член Государственного совета (с 1872), обер-прокурор Святейшего синода (1880—1905). Преподавал законоведение наследникам престола — цесаревичу Николаю Александровичу, будущим императорам Александру III и Николаю II, у которых пользовался большим уважением.

## Биография

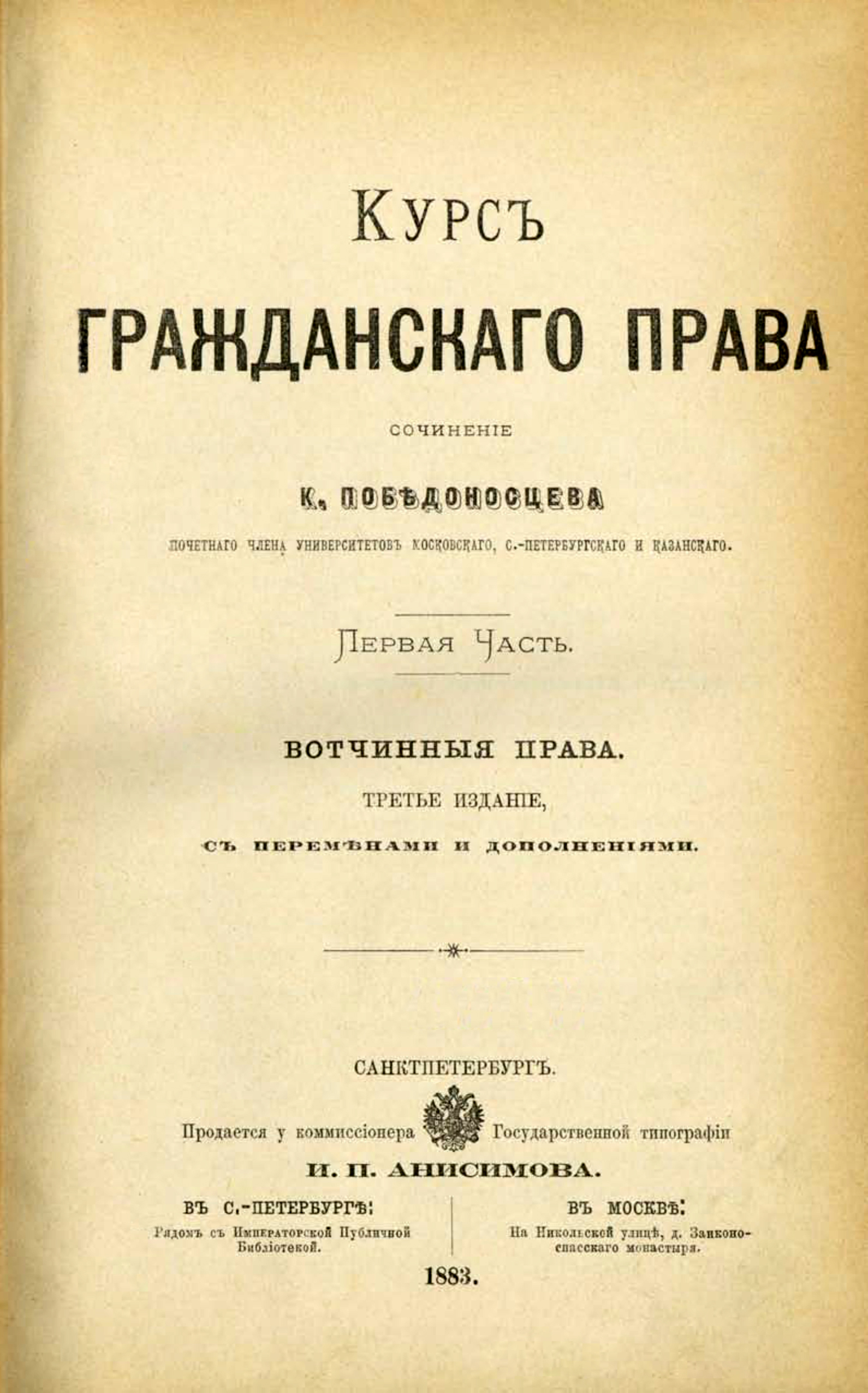
«Курс гражданского права»

Родился в Москве, в семье профессора словесности и литературы Императорского Московского университета Петра Васильевича Победоносцева, отец которого был священником, и его второй жены Елены Михайловны; был младшим среди 11 детей его отца от двух браков.
Исследование исторических документов и дневников самого Победоносцева указывает дату рождения 18 (30) ноября 1827 года. При этом во многих справочных и энциклопедических изданиях, опубликованных после смерти Победоносцева, указана иная дата: 21 мая (2 июня) 1827 года. Однако 21 мая — день тезоименитства, а не рождения Победоносцева. Причиной распространения ошибки, наиболее вероятно, является указание дня тезоименитства вместо дня рождения в дате на надгробном кресте.
В 1841—1846 годах обучался в Императорском училище правоведения, которое окончил с чином IX класса.

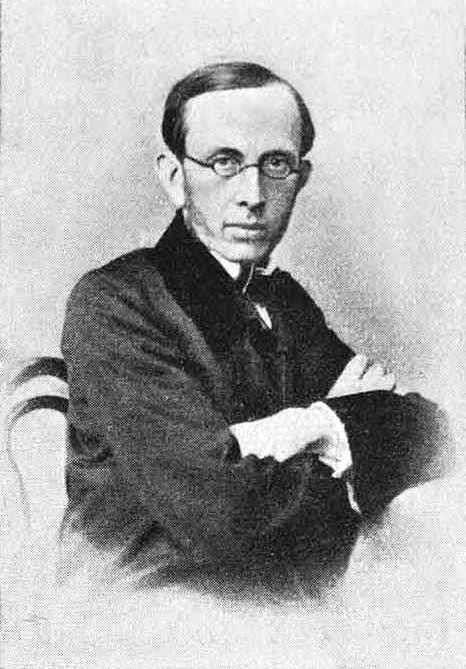
К. П. Победоносцев в молодости

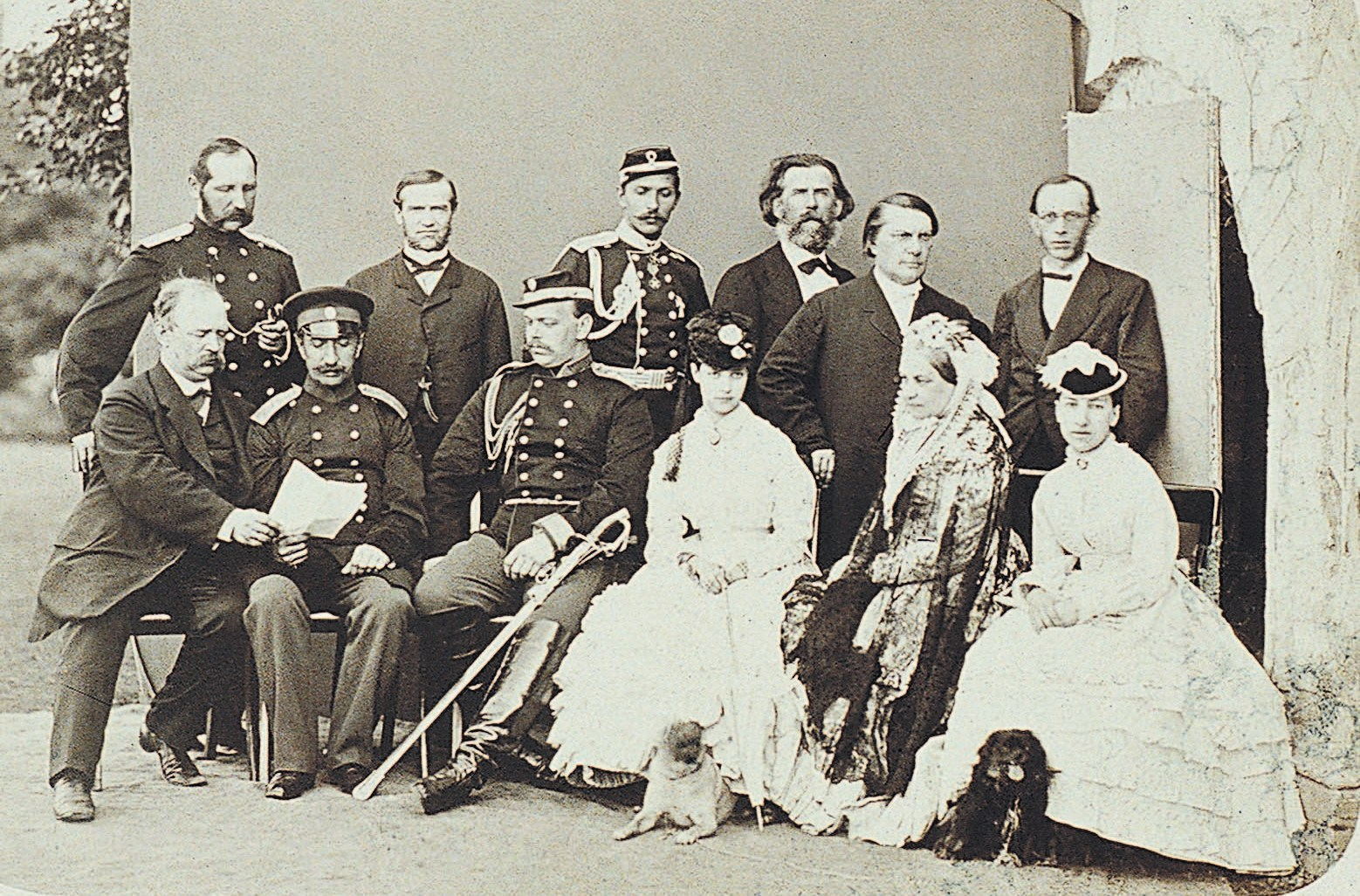
Цесаревич Александр Александрович и К. П. Победоносцев(справа). (1869)

В 1859 году защитил магистерскую диссертацию «К реформе гражданского судопроизводства» и в 1860 году был избран профессором юридического факультета Московского университета по кафедре гражданского права; преподавал в университете до 1865 года.
В конце 1861 года был приглашён главным воспитателем великих князей графом С. Г. Строгановым преподавать законоведение наследнику цесаревичу Николаю Александровичу и другим. В 1863 году сопровождал Николая Александровича в его путешествии по России, которое описал в книге «Письма о путешествии Государя Наследника Цесаревича по России от С.-Петербурга до Крыма» (М., 1864).
В начале 1860-х годов состоял членом комиссий, готовивших проекты документов для судебной реформы. В декабре 1861 года представил в комиссию по составлению судебных уставов записку «О гражданском судопроизводстве», в которой критически оценивал ряд предложений составителей проекта нового устава гражданского судопроизводства.
В 1865 году назначен членом консультации Министерства юстиции; в 1868 году — сенатором; в 1872 году — членом Государственного совета.
В 1868 году Победоносцев опубликовал первую часть своего «Курса гражданского права». За эту работу по решению Совета Московского университета в апреле 1868 года удостоен учёной степени доктора гражданского права без защиты диссертации. Вторая часть «Курса» вышла в 1871 году, третья — в 1880 году.
С апреля 1880 года — обер-прокурор Святейшего Синода; с 28 октября того же года — член Комитета министров, что стало беспрецедентным формальным повышением статуса обер-прокурорской должности (его предшественник граф Д. А. Толстой был членом Комитета министров по должности министра народного просвещения). Б. Б. Глинский писал в посмертном биографическом очерке: «<…> Отставка гр. Толстого и назначение на его место в должности обер-прокурора даже рассматривалась многими как либеральная мера, проведённая тогда „диктатором сердца“ в виде уступки общественному мнению, возбуждённому консервативным образом мыслей гр. Толстого.»
Вскоре после гибели императора Александра II выступил как лидер консервативной партии в правительстве нового царя; как ближайший советник Александра III стал автором Высочайшего манифеста от 29 апреля 1881 года, провозглашавшего незыблемость самодержавия.
Помимо «ведомства православного исповедания», которым он руководил по должности, Победоносцев играл ведущую роль в определении правительственной политики в области народного просвещения, в национальном вопросе, а также внешней политике.
Автор и активный проводник реформы церковно-приходского образования (1884 год — 3 ПСЗ № 2318; и 1902 год — 3 ПСЗ № 21290), призванной восстановить особый внутренний уклад этих школ и возвратить их в ведение Св. Синода, откуда они фактически были изъяты в 1870-х годах. Усвоение учениками начал веры и нравственности, верности царю и отечеству, а также получение «первоначальных полезных знаний» как цели церковно-приходских школ, в целом, повторяло цель начальных народных училищ Министерства народного просвещения, по Положению 1872 года: «Начальные народные училища имеют целию утверждать в народе религиозные и нравственные понятия и распространять первоначальные полезные знания» (Уст. Уч. Учр., ст. 3469, Св. Зак., т. XI, ч. 1). Позднее эту же цель провозгласила Государственная дума 3-го созыва в одобренном ею в 1911 году законопроекте «О начальном образовании» (Положение, ст. 1): «Начальные училища имеют целью дать учащимся религиозно-нравственное воспитание, развить в них любовь к России, сообщить им необходимые первоначальные знания…» (Приложения к стенографическим отчётам, печатный материал № 87 III/4). Если к концу царствования Александра II в России числилось 273 церковно-приходских школ с 13 035 учащимися, то в 1902 году имелось 43 696 таких школ с 1 782 883 учащимися.
Осуществлял целенаправленную политику по искоренению на территории Российской империи «инославных» конфессий, в частности, протестантов из числа коренного населения. Д. А. Андреев считает, что эта политика «осуществлялась отнюдь не полемическими и прозелитскими методами и сводилась к примитивным репрессивным мерам при содействии местной администрации». А. Ю. Полунов, основываясь на архивных материалах, описывает более сложный характер этой политики. По его мнению, сам Победоносцев полагал главным направлением борьбы с «инославием» православно-просветительскую деятельность, а репрессии считал вспомогательным инструментом. Из-за пассивности церковных властей роль государственного принуждения в его деятельности постепенно возрастала. Однако светские власти также не спешили присоединиться к борьбе с инаковерием, считая эту задачу для себя посторонней. К концу 1880-х годов Победоносцеву всё же удалось подключить к решению своих задач администрацию на местах, но противодействие Сената и позже значительно ограничивало его возможности. Оба историка сходятся в том, что борьба Победоносцева против «инославия» в конечном итоге закончилась неудачей. Полунов также отмечает, что деятельность Победоносцева, имевшая целью укрепление православия как основы социально-политической стабильности, на практике подрывала как эту стабильность, так и его собственный авторитет.
Победоносцев поддерживал приятельские отношения с М. Н. Катковым и Ф. М. Достоевским. Из его письма Наследнику Цесаревичу Александру Александровичу 29 января 1881 года:

Вчера вечером скончался Ф. М. Достоевский. Мне был он близкий приятель, и грустно, что нет его. Но смерть его — большая потеря и для России. В среде литераторов он, — едва ли не один, — был горячим проповедником основных начал веры, народности, любви к отечеству. Несчастное наше юношество, блуждающее, как овцы без пастыря, к нему питало доверие, и действие его было весьма велико и благодетельно. <…> Он был беден и ничего не оставил, кроме книг. Семейство его в нужде. Сейчас пишу к графу Лорис-Меликову и прошу доложить, не соизволит ли государь император принять участие. <…>
В ночь с 8 на 9 марта 1901 года на него было совершено покушение; сын титулярного советника статистик Самарского губернского земства Николай Константинов Лаговский стрелял в его домашний кабинет; пули попали в потолок. Злоумышленник был схвачен и 27 марта осуждён на 6 лет каторжных работ.
В начале 1900-х годов Победоносцев решительно выступал против реформы церковного управления (проводником которой в Синоде, по его мнению, был митрополит Антоний (Вадковский), расширения веротерпимости, созыва поместного собора, — о чём писал императору Николаю II ряд записок в марте 1905 года (ряд высказанных в них идей нашли отражение в резолюциях царя на докладах Синода). Однако же именно К. П. Победоносцев в 1905 году стал автором программы «подготовительных трудов» к предстоящему Собору Русской церкви, которую он представил Св. Синоду 28 июня 1905 года. В числе этих мероприятий К. П. Победоносцевым были намечены следующие:
1. точное определение состава собора, установление порядка рассмотрения и разрешения дел собором и организации при нём временного руководственного и подготовительного органа работ;
2. обсуждение целесообразности восстановления митрополичьих округов «в территориях, в коих имеются к тому исторические и жизненные основания»;
3. организация «действенного епархиального органа епископской власти, который объединял бы в своём ведении всю область епархиального управления» (училищное дело, миссионерство, братские, епархиальные съезды, вспомогательные и эмеритальные кассы, свечные заводы и др.) с обращением внимания на разработанный в 1870 году Проект основных положений преобразования духовно-судебной части и поступившие относительно проекта мнения духовных консисторий;
4. всесторонняя разработка вопроса о благоустройстве прихода в религиозно-нравственном, просветительном и благотворительном отношениях;
5. усовершенствование духовно-учебных школ (устранение многопредметности, изменение политики в отношении начальствующих в них лиц, усовершенствование воспитательных приёмов), а также «устройство таких богословских училищ с сокращённым общеобразовательным курсом, которые служили бы исключительно для приготовления кандидатов на священно-церковно-служительские должности, с допущением в эти училища детей, прошедших курс церковно-приходских школ без различия сословий»;
6. пересмотр законов, касающихся порядка приобретения церковью собственности — отмена правила об обязательном испрошении Высочайшего соизволения на приобретение церквами, монастырями и архиерейскими домами недвижимой собственности, предоставление духовенству как сословию (фактически — всей Русской Церкви) прав юридического лица для участия в имущественном обороте; Надгробие на могиле К. П. Победоносцева

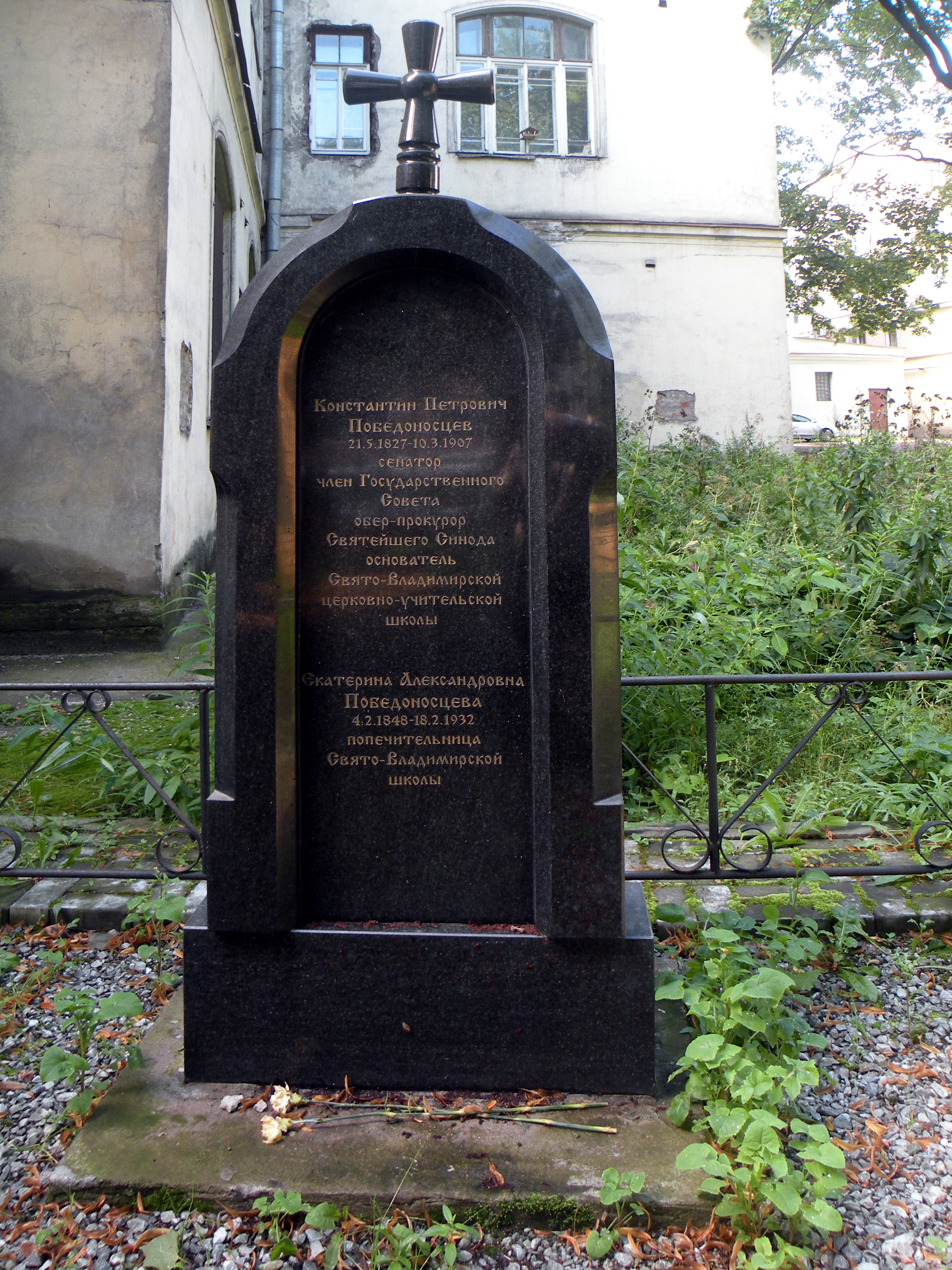
Надгробие на могиле К. П. Победоносцева

7. установление более точных правил о епархиальных съездах, обсуждение вопроса о том, «не следует ли присвоить епархиальным съездам значения вспомогательного при епископе органа не только по вопросам о материальных, но и религиозно-нравственных нуждах»;
8. предварительная разработка при содействии представителей богословской науки подлежащих обсуждению Собора «предметов веры», «относящихся к познанию, утверждению и очищению от разных заблуждений православной христианской веры», в частности вопрос о положении православной Церкви в отношении к старообрядцам, сектантам и иноверцам по издании Высочайшего указа 17 апреля 1905 года о веротерпимости[18].

Последний важный акт в служебной карьере К. П. Победоносцева — руководство занятиями комиссии, которой было поручено выработать редакцию Манифеста, извещающего народ об учреждении Государственной думы (июль—август 1905 года).
После издания Октябрьского манифеста, который он не принял, уволен от должности Обер-прокурора Синода и члена Комитета министров с оставлением в должностях члена Госсовета, статс-секретаря и сенатора.
Скончался в 6 часов 30 мин вечера 10 марта 1907 года. Вынос тела и отпевание состоялись 13 марта; богослужение в Новодевичьем монастыре возглавил митрополит Санкт-Петербургский и Ладожский Антоний; члены императорской семьи не присутствовали, присутствовал обер-прокурор Синода П. П. Извольский и ряд министров. В правительственном органе «Правительственный вестник» не было напечатано сообщения о его погребении (был только некролог). Погребён у алтаря церкви Свято-Владимирской церковно-учительской школы в Петербурге, ныне двор дома 104 по Московскому проспекту (двор больницы скорой помощи № 21 им. И. Г. Коняшина). Могила сохранилась до наших дней.

## Почести

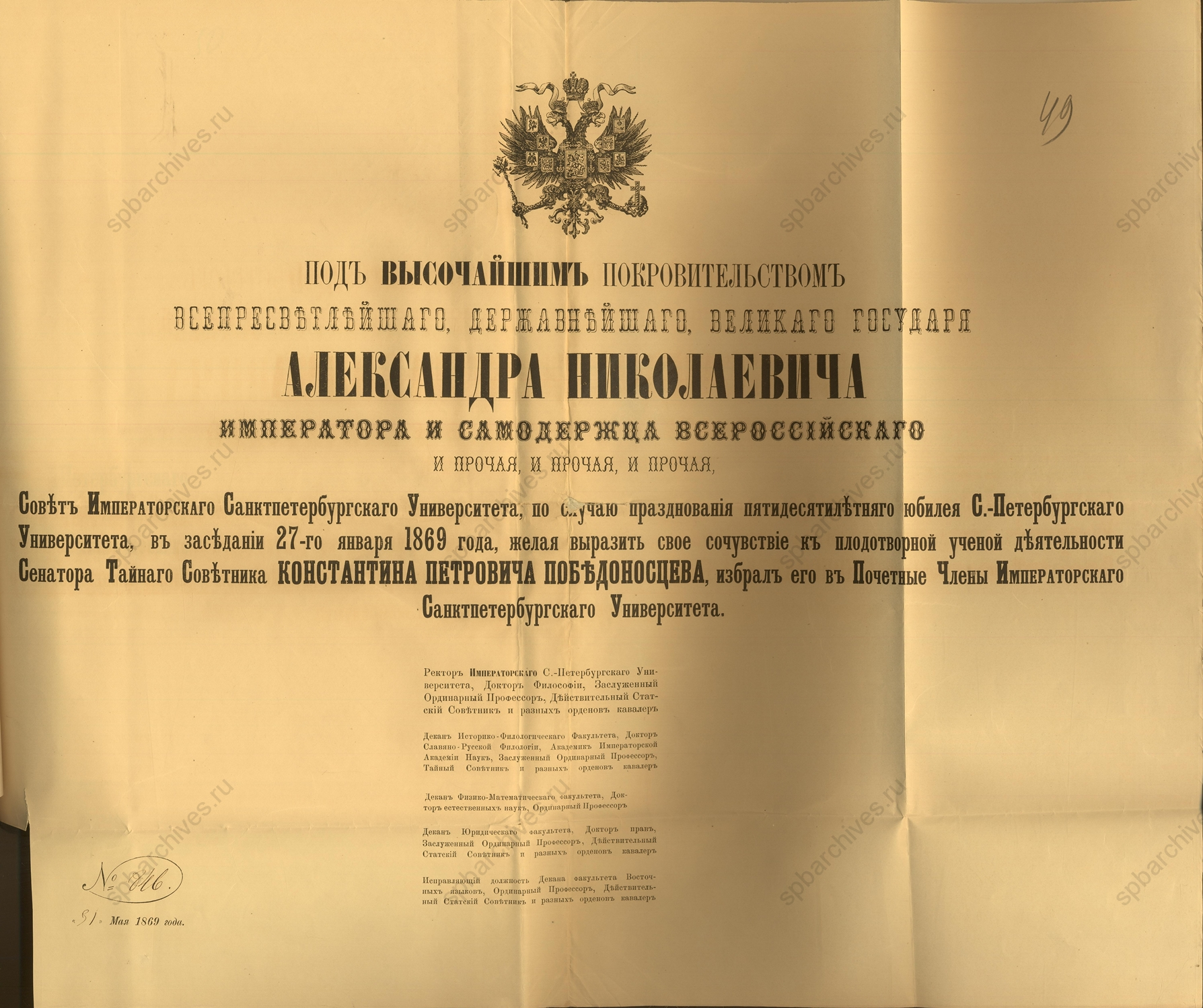
Диплом об избрании Победоносцева почётным членом Санкт-Петербургского университета

- Почётный член ряда университетов и научных обществ, в том числе[21]:
  - Московского университета (1865)[22];
  - Санкт-Петербургского университета (1869);
  - Русского исторического общества (1871);
  - Московского юридического общества (1873);
  - Петербургской академии наук (1880);
  - Православного палестинского общества (1882);
  - Французской академии (1888);
  - Общества истории и древностей Российских (1900).
- Кавалер многочисленных орденов, в числе которых[23]:
  - Орден Святого Станислава 2-й степени (4 июля 1856 года);
  - Императорская корона к ордену Святого Станислава 2-й степени (6 ноября 1859 года);
  - Орден Святой Анны 2-й степени (24 ноября 1861 года);
  - Орден Святого Станислава 1-й степени (30 августа 1864 года);
  - Орден Святой Анны 1-й степени (22 октября 1866 года);
  - Орден Святого Владимира 2-й степени (1 января 1870 года);
  - Орден Белого орла (1 января 1875 года);
  - Орден Святого Александра Невского (15 мая 1883 года);
  - Алмазные знаки к ордену Святого Александра Невского (1 января 1888 года)[21];
  - Орден Святого Владимира 1-й степени при Высочайшем рескрипте от 14 мая 1896 года;
  - Орден Святого апостола Андрея Первозванного при Высочайшем рескрипте от 16 августа 1898 года, в день открытия памятника императору Александру II в Москве[24];
  - Знак отличия беспорочной службы за L лет (22 августа 1898 года);
  - Алмазные знаки к ордену Святого апостола Андрея Первозванного при Высочайшем рескрипте от 1 января 1904 года;
  - Черногорский орден князя Даниила I 1-й степени (1882);
  - Сербский орден Святого Саввы 1-й степени (1890);
  - Болгарский орден Святого Александра 1-й степени (1896);
  - Румынский орден Звезды 1-й степени (1899).

## Частная жизнь

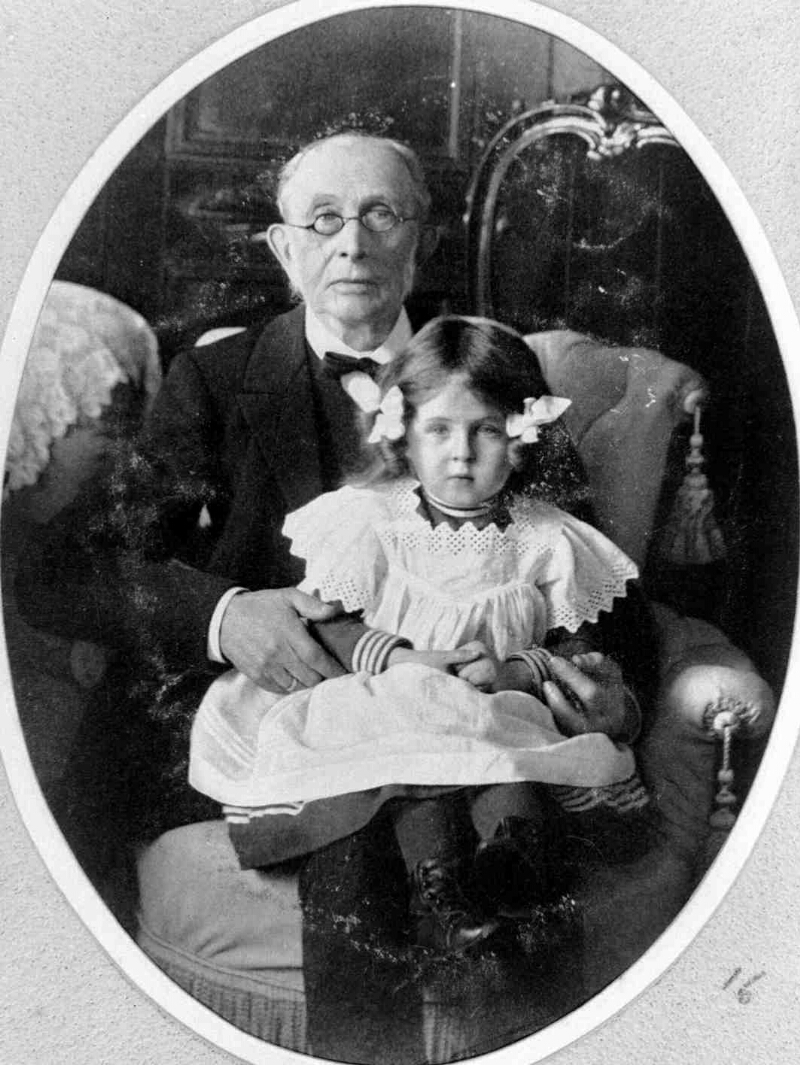
Победоносцев с приёмной дочерью Марфой

С 1880 года Победоносцев жил в Петербурге в доме духовного ведомства по адресу: Литейный проспект, 62.

### Жена

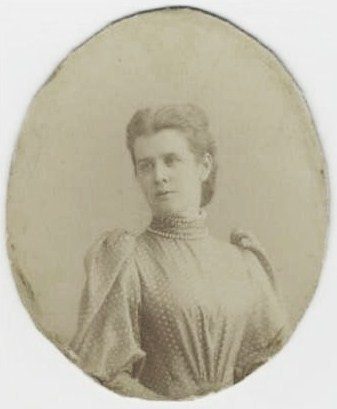
Екатерина — жена Победоносцева

С 9 января 1866 года — Екатерина Александровна, урождённая Энгельгардт (1848—1932), дочь помещика Могилёвской губернии штабс-ротмистра Александра Андреевича Энгельгардта (1822—1877) от брака с Софьей Никаноровной Огонь-Догановской (1822—1863); правнучка Василия Васильевича Энгельгардта. Более 30 лет, вплоть до 1917 года, руководила Свято-Владимирской женской церковно-учительской школой. Умерла в Ленинграде и похоронена рядом с мужем. Родных детей у Победоносцевых не было.
Приёмная дочь — Марфа (1897—07.12.1964, в Монфермее, части департамента Сен-Сен-Дени, под Парижем).
Когда умер брат Константина Петровича — Николай (1811–1857), семья Победоносцевых взяла на воспитание его сына Дмитрия (1853—1904).

## Идеология
В ранней молодости Победоносцев был сторонником либеральных идей. В дневниках А. А. Половцова есть запись (21 февраля 1901) о разговоре с Николаем II:
«<…> упоминаю имя Пыпина и говорю, что он в прежнее время был либералом, но что с годами это прошло; а кто же в молодости не был либералом? Ведь сам Победоносцев писал статьи Герцену в „Колокол“. —
Государь. Вполголоса. Да, я это слышал. —
Я. Он сам мне это говорил. Он написал памфлет на графа Панина.»
Упомянутое сочинение — анонимный памфлет-биография В. Н. Панина, опубликованный Герценом в седьмой книжке «Голосов из России», авторство которого приписывается 21-летнему Победоносцеву. В начале 1860-х годов Победоносцев писал К. Д. Кавелину: «Цензура у нас стала просто чёрный кабинет… терзают и режут все печатное; циркуляры сыплются один за другим из П[етер]бурга… Литературе нашей очень плохо приходится».
Однако либеральные увлечения юности были быстро забыты. Зрелый К. П. Победоносцев — мыслитель консервативно-охранительного направления. Наиболее полное его мировоззрение изложено в «Московском сборнике», опубликованном в 1896 году. Он резко критиковал основные устои культуры и принципы государственного устройства стран современной ему Западной Европы; осуждал демократию и парламентаризм, который называл «великой ложью нашего времени»: всеобщие выборы, по его мнению, рождают продажных политиканов и понижают нравственный и умственный уровень управленческих слоев. Он идеализировал нравственно-религиозный быт крестьянства, патриархально-отеческую опеку над ним со стороны государства и церкви.
Пытался противостоять распространению либеральных идей; стремился восстановить религиозное начало в народном образовании после внедрения секуляризма в обер-прокурорство графа Д. А. Толстого: в предисловии к своему учебнику «История Православной Церкви до разделения церквей» писал: «Грустно и обидно, если при мысли об „Истории Церкви“ возникает представление о заучивании известных фактов, расположенных в известном порядке <…> История Церкви должна запечатлеться не в одной памяти, но в сердце каждого, как таинственная история страдания, ради великой, бесконечной любви.»
Победоносцев считал, что церковь и вера — основы государства: «Государство не может быть представителем одних материальных интересов общества; в таком случае оно само себя лишило бы духовной силы и отрешилось бы от духовного единения с народом. Государство тем сильнее и тем более имеет значения, чем явственнее в нём обозначается представительство духовное. Только под этим условием поддерживается и укрепляется в среде народной и в гражданской жизни чувство законности, уважение к закону и доверие к государственной власти. Ни начало целости государственной или государственного блага, государственной пользы, ни даже начало нравственное — сами по себе недостаточны к утверждению прочной связи между народом и государственною властью; и нравственное начало неустойчиво, непрочно, лишено основного корня, когда отрешается от религиозной санкции. <…> Религия, и именно христианство, есть духовная основа всякого права в государственном и гражданском быту и всякой истинной культуры. Вот почему мы видим, что политические партии самые враждебные общественному порядку партии, радикально отрицающие государство, провозглашают впереди всего, что религия есть одно лишь личное, частное дело, один лишь личный и частный интерес».
Примечательны мысли и терминология его проекта речи для императора Александра III в Большом Кремлёвском дворце, во время первого, в качестве царя, посещения им Москвы в июле 1881 года: «<…> Здесь, в Москве, никогда не истощалось живое чувство любви к отечеству и преданности законным Государям; здесь русские люди не переставали чувствовать, что кто враг русского Царя и законной Его власти, тот враг народа, враг своего отечества. Здесь, посреди живых памятников Божия промысла над Россией, я исполняюсь новою надеждою на помощь Божию и на победу над беззаконными врагами. <…>» Находясь в Москве 17 — 18 июля, император не произнёс предложенных в проекте Победоносцева слов, сказав в заключение своей краткой речи на Высочайшем выходе в Екатерининской зале: «<…> как прежде Москва свидетельствовала, так и теперь свидетельствует, что в России Царь и народ — составляют одно единодушное, крепкое целое.»

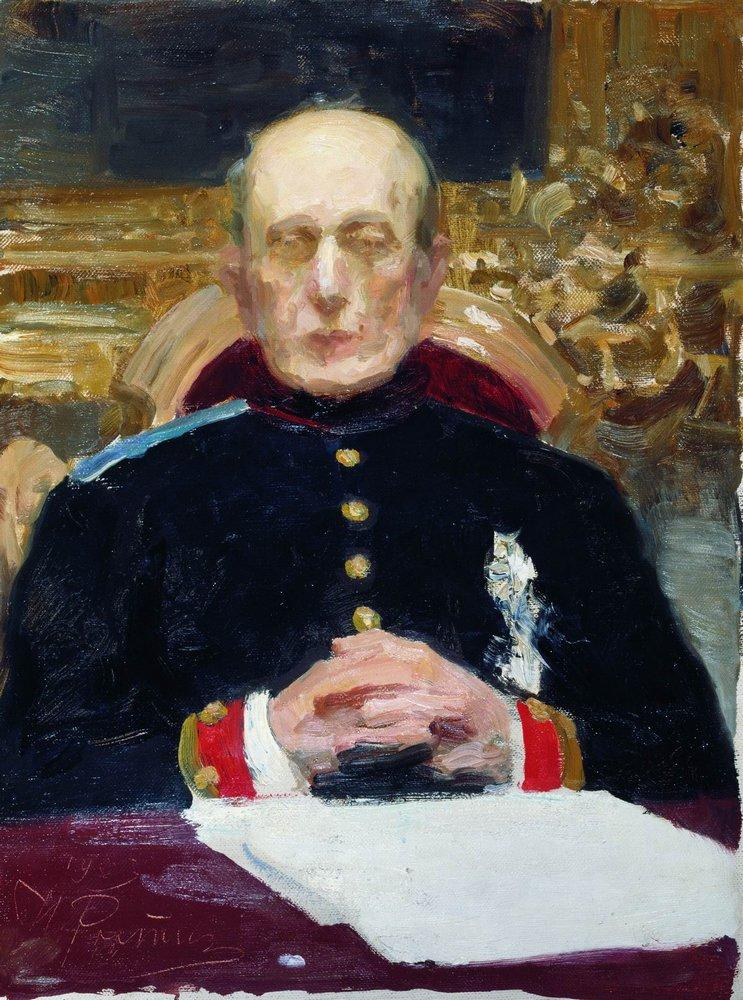
Портрет Константина Победоносцева Ильи Репина. Этюд к картине «Торжественное заседание Государственного Совета»

Консервативная газета «Московские ведомости» по случаю его кончины писала о нём: «Его влияние в 1881 году спасло Русское самодержавие от уничтожения, к которому со всех сторон толкали его все влиятельнейшие государственные деятели того времени. <…> Спасение самодержавия в 1881 году есть его историческая заслуга.»
По мнению анонимного автора статьи о нём в Энциклопедическом словаре Гранат (Том 32-й; 1915), «он был скорее глашатаем реакции, лидером же её стал его антагонист гр. Д. Толстой».
Исследователь истории русской богословской мысли и культуры Георгий Флоровский писал о его воззрениях и политике (1937): «Есть что-то призрачное и загадочное во всём духовном образе Победоносцева. <…> Он был очень скрытен, в словах и в действиях, и в его „пергаментных речах“ было трудно расслышать его подлинный голос. Он всегда говорил точно за кого-то другого, укрывался в условном благозвучии и благообразии очень и очень размеренных слов. <…> Победоносцев по-своему был народником или почвенником. Это сблизило его с Достоевским. <…> Но вдохновение Достоевского было Победоносцеву духовно чуждо. И образ пророка скоро померк в его холодной памяти… Народником Победоносцев был не в стиле романтиков или славянофилов, скорее в духе Эдм. Бёрка, и без всякой метафизической перспективы. Очень многое в его критике западной цивилизации и прямо напоминает контрреволюционные апострофы Бёрка. Победоносцев верил в прочность патриархального быта, в растительную мудрость народной стихии, и не доверял личной инициативе. <…> Есть что-то от позитивизма в этом непримиримом отталкивании Победоносцева от всякого рассуждения. Умозаключениям он всегда противопоставляет „факты“. Обобщений он избегает не без иронии, и отвлечённых идей боится. <…> И здесь основная двусмысленность его воззрения. Вся эта защита непосредственного чувства у Победоносцева построена от противного. Сам он всего меньше был человеком непосредственным или наивным. Всего меньше сам он жил инстинктом. Сам он весь насквозь отвлечённость. Это был человек острого и надменного ума, „нигилистического по природе“, как о нём говорил Витте. <…> И когда он говорит о вере, он всегда разумеет веру народа, не столько веру Церкви. <…> В православной традиции он дорожил не тем, чем она действительно жива и сильна, не дерзновением подвига, но только её привычными, обычными формами. Он был уверен, что вера крепка и крепится нерассуждением, а искуса мысли и рефлексии выдержать не сможет. Он дорожит исконным и коренным больше, чем истинным. <…> Богословия Победоносцев решительно не любил и боялся, и об „искании истины“ отзывался всегда с недоброй и презрительной усмешкой. Духовной жизни не понимал, но пугался её просторов. Отсюда вся двойственность его церковной политики. Он ценил сельское духовенство, немудрёных пастырей наивного стада, и не любил действительных вождей. Он боялся их дерзновения и свободы, боялся и не признавал пророческого духа. <…> Победоносцев не хотел общественной и культурной влиятельности иерархии и клира, и властно следил за выбором епископов, не только по политическим мотивам, не только ради охраны правительственного суверенитета.»
Религиозный философ Н. Бердяев сравнивал его с большевистским вождём Лениным:

<…> [Победоносцев] был духовным вождём старой монархической России эпохи упадка. Ленин был духовным вождём новой коммунистической России. Он много лет господствовал в подготовительном к революции процессе, а после революции правил Россией. Победоносцев и Ленин представляли полярно противоположные идеи. Но есть сходство в их душевной структуре, они во многом принадлежат к одному и тому же типу. Победоносцев был более замечательным, сложным и интересным человеком, чем это о нём думают, когда обращают внимание исключительно на его реакционную политику. Я когда-то характеризовал мировоззрение Победоносцева как «нигилизм на религиозной почве». Он был нигилистом в отношении к человеку и миру, он абсолютно не верил в человека, считал человеческую природу безнадёжно дурной и ничтожной. «Человек измельчал, характер выветрелся. Гляжу вокруг себя, и не вижу на ком взгляд остановить». У него выработалось презрительное и унизительное отношение к человеческой жизни, к жизни мира. Это отношение распространялось у него и на епископов, с которыми он имел дело, как обер-прокурор Св. Синода. <…> Из своего неверия в человека, из своего нигилистического отношения к миру Победоносцев сделал крайне реакционные выводы. Победоносцев верил в Бога, но эту свою веру в Бога не мог перенести на своё отношение к человеку и миру. В своей личной жизни этот человек, приобретший репутацию великого инквизитора, был мягким, он трогательно любил детей, боялся своей жены, совсем не был свиреп в отношении к «ближнему». Он не любил «дальнего», человечества, гуманность, прогресс, свободу, равенство и пр. В чём же может быть сходство с Лениным? Ленин тоже не верил в человека, и у него было нигилистическое отношение к миру. У него было циническое презрение к человеку и он также видел спасение лишь в том, чтобы держать человека в ежовых рукавицах. Как и Победоносцев, он думал, что организовать жизнь людей можно лишь принуждением и насилием. Как Победоносцев презирал церковную иерархию, над которой господствовал, так и Ленин презирал иерархию революционную, над которой господствовал, он отзывался о коммунистах с издевательством и не верил в их человеческие качества. И Ленин и Победоносцев одинаково верили в муштровку, в принудительную организацию людей, как единственный выход.— 
Ему приписывается фраза, сказанная в начале 1900-х Николаю II: «Я сознаю, что продление существующего строя зависит от возможности поддерживать страну в замороженном состоянии. Малейшее теплое дуновение весны, и все рухнет».
Русский военный историк А. А. Керсновский в 1930-е годы писал в эмиграции: «Существуй в России конституция с 1881 года, страна не смогла бы пережить смуты 1905 года, и крушение бы произошло на 12 лет раньше. Александру III, отвергнувшему по совету Победоносцева меликовский проект, Россия обязана четвертью столетия блестящей великодержавности.»
В качестве обер-прокурора Святейшего Синода был противником канонизации преподобного Серафима Саровского в 1903 году. В конечном счёте, на канонизации Серафима Саровского настояла императорская чета.

## Критика

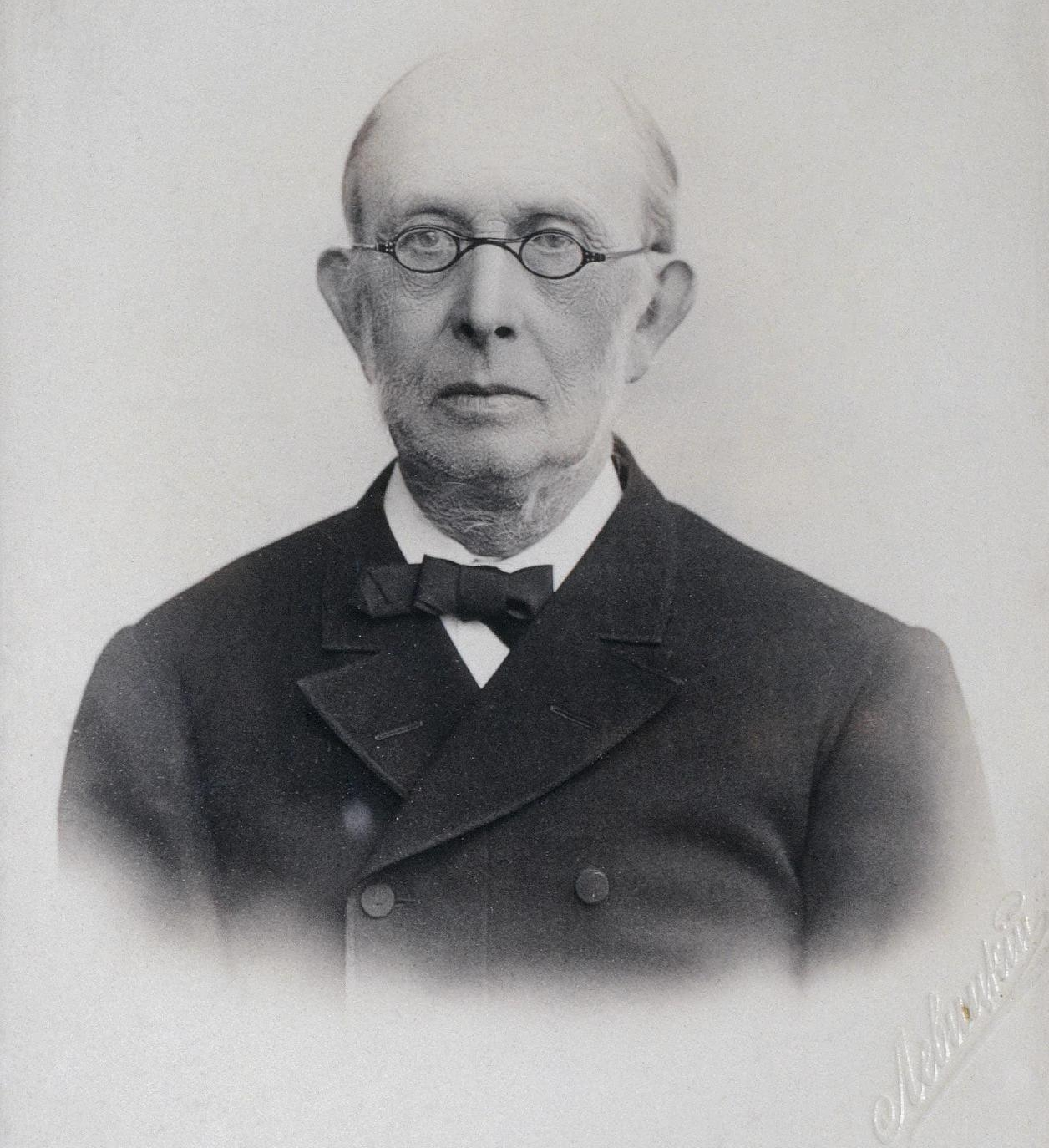
Победоносцев в старости

Согласно мнению авторов энциклопедии Britannica, Победоносцев стремился «защищать Россию и Русскую православную церковь от всех конкурирующих религиозных групп, как то: староверов, баптистов, католиков и иудеев» и был, таким образом, «в значительной степени ответствен за правительственную политику подавления религиозных и этнических меньшинств, а также западнически ориентированной либеральной интеллигенции».
Победоносцеву рядом научных источников приписывается фраза о будущем живущих в России евреев: «Одна треть вымрет, одна выселится, одна треть бесследно растворится в окружающем населении». Профессор Университетского колледжа Лондона Джон Клиер, анализируя источники цитаты (он приводит английскую версию «A third [of Russia’s Jews] will be converted, a third will emigrate, and a third will die of hunger») и взгляды Победоносцева, приходит к выводу, что происхождение этой цитаты «очень сомнительно» в связи с тем, что Победоносцев неоднократно скептически высказывался о возможности обращения евреев в православие. В статье, посвящённой Победоносцеву в энциклопедии «Антисемитизм: историческая энциклопедия предрассудков и преследований», Клиер пишет, что Победоносцев использовал пейоративное именование «жид» как синоним «либерал» или «прогрессист» и видел в евреях символ ненавистных ему изменений. Историк Роберт Джераси не видит причин сомневаться в подлинности оригинальной цитаты и полагает, что высказывание Победоносцева можно отнести к разряду фантазий о геноциде, а саму проводимую им политику относительно евреев — к его практическому осуществлению, как, вероятно, считал и автор термина геноцид Рафаэль Лемкин.

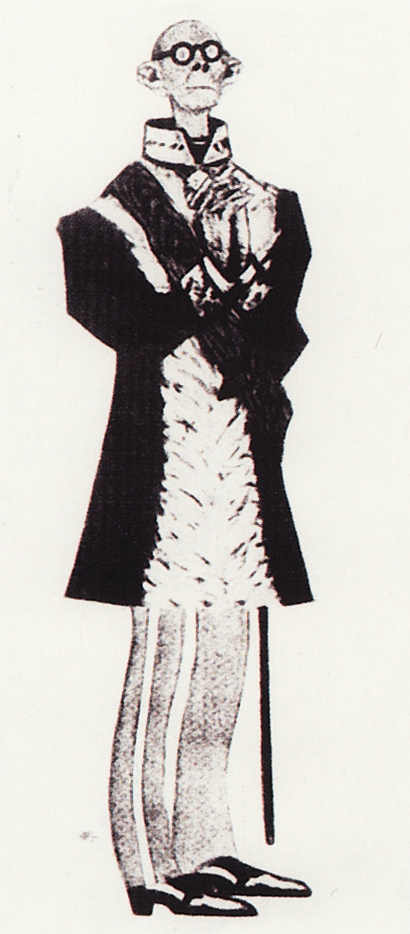
Карикатура на Победоносцева из журнала «Адская почта» (1906)

Оценку роли Победоносцева как проводника антиеврейской политики давала европейская пресса того времени; «Краткая еврейская энциклопедия» (1976—2005) называет его «вдохновителем самых жестоких антиеврейских мероприятий Александра III»; историк В. Энгель в начале 2000-х годов утверждал: «Укрепление начал православия по Победоносцеву означало отказ от мирного сосуществования с другими религиями, „враждебными“ православию. Самой враждебной религией был признан иудаизм». Историк Михаил Штереншис пишет, что Победоносцев стремился направить социальные протесты крестьян и рабочих в сторону евреев как «главных эксплуататоров народных масс».
К началу XX века, когда реальное влияние Победоносцева начало ослабевать, в леворадикальной и либеральной среде его фигура превратилась в символ крайней реакции и объект ненависти, иллюстрацией которой может служить характеристика, данная ему одним из деятелей Конституционно-демократической партии (кадетов) В. П. Обнинским в его анонимно изданной в Берлине книге: «[Победоносцев —] злой гений России, советчик реакции трёх императоров, беспринципный бюрократ, неверующий глава духовенства, развратный страус нравственности, подкупной ревнитель честности. Главный виновник разложения православной церкви. <…>». В первом издании Большой советской энциклопедии (Т. 45, 1940) о нём говорилось: «[Победоносцев] — реакционер, яростный поборник самодержавия, вдохновитель самой чёрной дворянско-крепостнической реакции 80—90-х гг., вождь воинствующего мракобесия и черносотенства, злейший и активнейший враг не только социализма, но и буржуазной демократии. <…> проводил политику жесточайших преследований старообрядцев и сектантов и притеснения всяких иноверцев.»

## Образ в культуре

### В художественной литературе
Является прототипом сенатора Аблеухова в романе Андрея Белого «Петербург».
Поэт Серебряного века А. А. Блок писал о нём и его эпохе в поэме «Возмездие» (1911):

В те годы дальние, глухие,

В сердцах царили сон и мгла:

Победоносцев над Россией

Простёр совиные крыла,

И не было ни дня, ни ночи

А только — тень огромных крыл;

Он дивным кругом очертил

Россию, заглянув ей в очи

Стеклянным взором колдуна.
— А. А. Блок. «Возмездие», глава 2
Согласно «Лекциям по русской культуре» Ю. Лотмана, Победоносцев послужил прообразом Алексея Александровича Каренина в романе Льва Толстого «Анна Каренина»: его сухость, замороженность, правильные выхолощенные речи, отсутствие титула (Каренин не князь или граф, в отличие от Облонского и Вронского, а выслужился чином из небогатой семьи), внешний «не аристократический облик»: «длинная спина, большие оттопыренные уши».
В романах Бориса Акунина «Пелагия и белый бульдог» и «Пелагия и красный петух» изображён под именем Константина Петровича Победина, а в качестве исторического деятеля — в приключенческом романе «Дорога в Китеж».
Под собственным именем является одним из ключевых персонажей в романе Виктора Пелевина «t».

### Киновоплощения
- Николай Подгорный — «Мёртвый дом (Тюрьма народов)» (1932—1934)
- Константин Желдин — «Матильда» (2017)
- Игорь Гордин — «Плевако» (2024)

## Избранная библиография
Автор многочисленных произведений по юридической, церковной, педагогической и общественно-политической проблематике. В их числе:
- «Письма о путешествии» (1864)
- «Курс гражданского права» в 3 частях (1-е изд. 1868 г.)
- «Некоторые вопросы, возникающие по духовным завещаниям»
- «Юридические заметки и вопросы по наследственному и завещательному правам»
- «Судебное руководство» (1872)
- «Исторические исследования и статьи» (СПб., 1876)
- «Историко-юридические акты эпохи XVII и XVIII веков» (1887)
- Православной Церкви до начала разделения церквей" (СПб., 1891; издана и переиздана позднее без указания автора на титульном листе)
- «Праздники Господни» (1893)
- «Победа, победившая мир». Издание К. П. Победоносцева, девятое. М.: Синодальная типография, 1898 (Содержание: перевод сочинения английского писателя Лилли (William Samuel Lilly) The Christian Revolution; перевод с латинского I-й и IX-й книг блаженного Августина «Исповедь»; описание жизни первых христиан, извлечённое из сочинений английского Епископа Лейтфута[59] (Joseph Barber Lightfoot)).
- «Вечная память. Воспоминания о почивших». Издание К. П. Победоносцева. М.: Синодальная типография, 1896 (Содержание: великая княгиня Елена Павловна, Надежда Павловна Шульц, Баронесса Эдита Фёдоровна Раден, Николай Васильевич Калачов, Аксаковы, Николай Иванович Ильминский, Великая Княгиня Екатерина Михаиловна[60], Прощание Москвы с Царём своим [Александром III]. Речь в заседании Исторического Общества).
- «Московский сборник» (1-е изд. 1896 г.)
- «Сборник мыслей и изречений митрополита Московского Филарета» (1897)
- «История детской души» (1897)
- «Reflections of a Russian Statesman» («Размышления русского государственного деятеля»; с предисловием О. А. Новиковой, 1898).
- «Новая школа» (1899)
- «Воспитание характера в школе» (1900)
- «Власть и начальство» (1901)
- «Ученье и учитель» (1900—1904)
- «Призвание женщины в школе и обществе» (1901)
- «Экскурсии в русскую грамматику» Н. П. Гилярова-Платонова (1904, издатель)
- «Откуда нигилизм» Н. П. Гилярова-Платонова (1904, издатель)

Выступал также в качестве переводчика:
- В 1869 году опубликовал перевод латинского сочинения Фомы Кемпийского «О подражании Христу. Архивировано из оригинала 1 февраля 2002 года.».
- В 1906 году выпустил «Новый Завет Господа нашего Иисуса Христа в новом русском переводе»[61].

Ряд произведений К. П. Победоносцева переиздавался после его смерти. После Октябрьской революции, были изданы его письма, в частности:
- К. П. Победоносцев и его корреспонденты: Письма и записки / С предисловием М. Н. Покровского, Т. 1, М.-Пг., 1923, полутома 1-й и 2-й в отдельных переплётах с общей пагинацией (издан был только Том 1).
- Письма Победоносцева к Александру III. М., 1925—1926, Т. 1—2 (В «Приложении» ко 2-му тому опубликованы также некоторые его письма к великому князю Сергею Александровичу и императору Николаю II)[62].
- Из писем К. П. Победоносцева к Николаю II (1898—1905) / Публ. М. Н. Курова // «Религии мира: История и современность». Ежегодник. 1983. — М., 1983, стр. 163—194.
- К. П. Победоносцев в 1881 году: письма к Е. Ф. Тютчевой / Публ. А. Ю. Полунова // Река времён: книга истории и культуры. Кн. 1. М., 1995.
- Государство и Церковь. В 2 томах. Том 1 Т2 Составитель: Суржик О. С., Редактор: Платонов О. А., Т1 704с. , 2011 г. ISBN 978-5-902725-93-0, Т2 624с., 2011 г. ISBN 978-5-902725-95-4 Издательство: Институт русской цивилизации

## Память

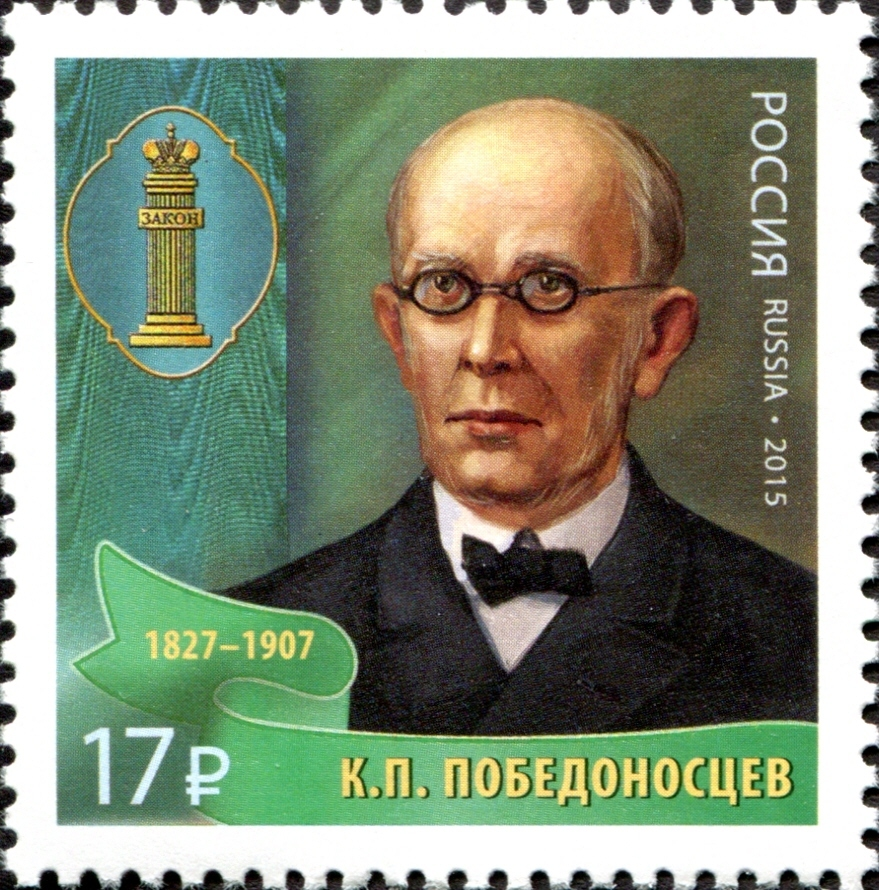
Российская марка в честь К. П. Победоносцева, 2015 год

В 2015 году Почта России в серии «Выдающиеся юристы России» выпустила почтовую марку, посвящённую К. П. Победоносцеву.

### Использованная литература
- Андреев Д. А. Полунов А. Ю., «К. П. Победоносцев в общественно-политической и духовной жизни России», рецензия. — М.: РОССПЭН, 2010. — 374 с. — (Люди России).
- Полунов А. Ю. К. П. Победоносцев в общественно-политической и духовной жизни России. — Люди России. — М.: РОССПЭН, 2010. — 374 с.
- John D. Klier. Pobedonostsev, Konstantin (1827-1907) // Antisemitism: a historical encyclopedia of prejudice and persecution (англ.) / Richard S. Levy[англ.], editor. — Santa Barbara: ABC-CLIO, 2005. — Vol. 1 (A–K). — P. 551. — 828 p. — (Contemporary world issues). — ISBN 978-1-85109-439-4.